# Maschinennagelfabrik (Graz)

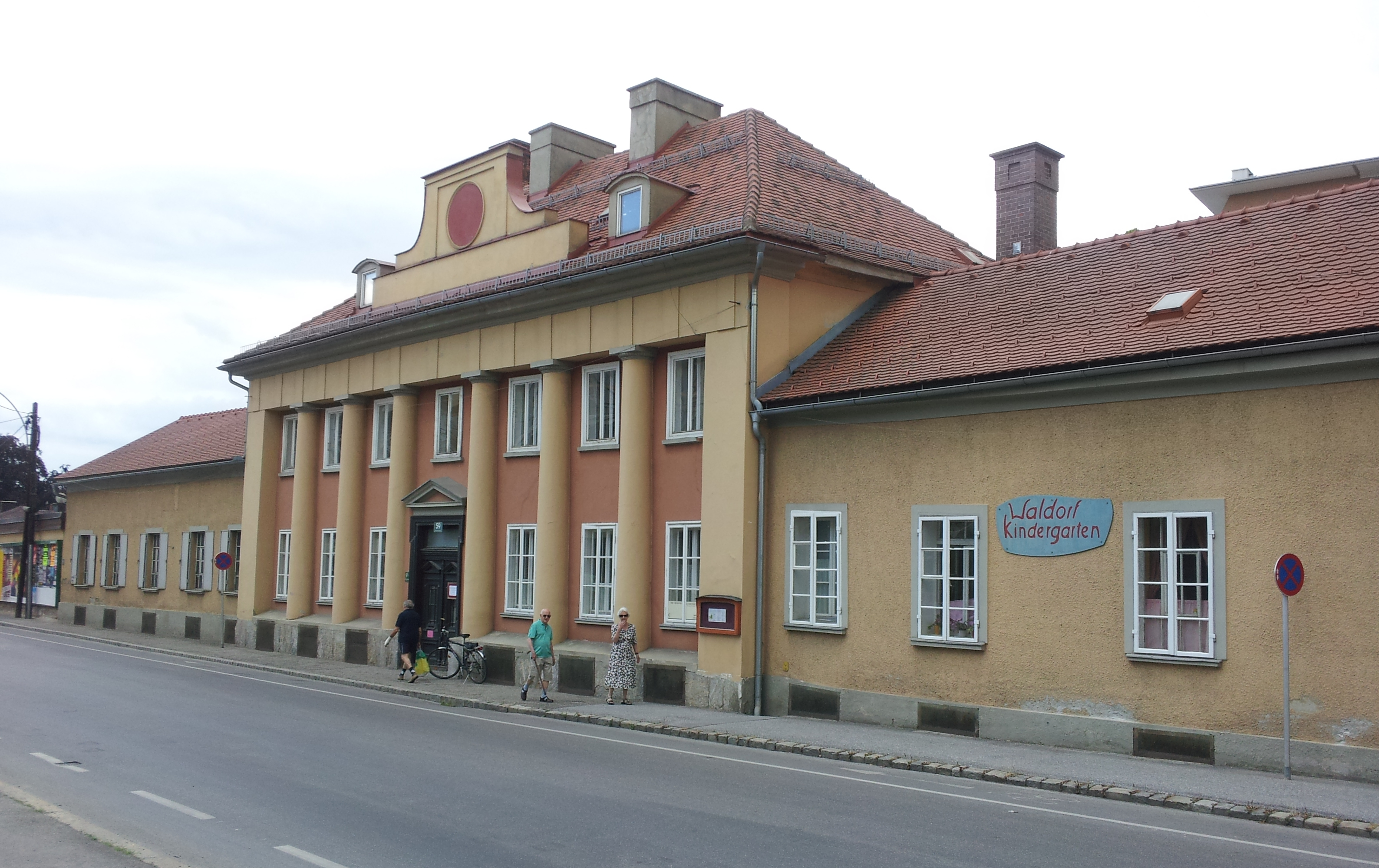
Fassade der ehemaligen Maschinennagelfabrik entlang der Körösistraße

Die ehemalige Maschinennagelfabrik (auch Schafzahl-Greinitz-Werk genannt) ist ein Industriebau des 19. Jahrhunderts im Stadtbezirk Geidorf der steirischen Landeshauptstadt Graz. Heute beherbergt es einen Kindergarten.

## Geschichte
Der Unternehmer Franz Xaver Schafzahl, bereits seit 1803 im Besitz einer Fabriksbefugnis, errichtete im Jahr 1813 auf dem Gebiet des Goldschmiedhammers ein Gebäude zur Nagelfabrikation. Als Erfinder einer in Österreich bisher nicht bekannten neuen, sogenannten „Nägel-Schmied- und Pressmaschine“ zur Herstellung von Schnittnägel erhielt er im Jahr 1815 ein ausschließliches Produktionsprivileg. Aufgrund von finanziellen Schwierigkeiten musste er diese Fabrik jedoch 1817 an Josef Vogel und Franz Seraphin Sartory verkaufen. Schon 1821 mussten die neuen Besitzer das Gebäude versteigern lassen. Dem Käufer, Karl Greinitz, einem Eisenhändler aus Graz, der das Werk über 30 Jahre lang führen sollte, wurden 1823 und 1825 erneut Patentprivilegien in der Nägelfabrikation zuerkannt. Drei Jahre vor der Stilllegung der Produktion im Jahr 1857 gab die Fabrik 30 Personen Arbeit. Im Jahr 1872 wandelte der neue Pächter Karl Weitzer das Gebäude in eine Tuchfabrik um, die 1889 47 Personen beschäftigte. Eine erneute Funktionsumwidmung erfuhr das Gebäude im Jahr 1900, als Karl Weitzer der Jüngere eine Dampfwäscherei und 1920 zusätzlich eine Tischlerei einrichtete. In der Nachkriegszeit diente das Gebäude unterschiedlichen Betrieben als Standort. Nachdem es jahrelang leergestanden ist, beherbergt es seit 1985 einen Waldorfkindergarten.

## Architektur
Der Kern der Bausubstanz geht auf die Gründung der Nagelfabrik im Jahr 1813 zurück. Der Mitteltrakt, in dem vermutlich die Fabriksdirektion untergebracht war, wird straßenseitig von einer Hauptfassade im spätklassizistischem Stil dominiert, die toskanische Kolossalsäulen und ein Metopenfries aufweist. Sie wurde um 1828 im Auftrag des Eigentümers Karl Greinitz und vermutlich von dem  Architekten Franz Xaver Aichinger (der auch das Torwächterhaus beim Burgtor schuf) errichtet.
Die Nagelfabrik ist ein verputzter Ziegelbau, dessen Sockel aus Granit und dessen Säulen und Eckpfeiler aus Kalkstein bestehen. Das Dach ist eine mit Wiener Taschen gedeckte Holzkonstruktion.